# Kapllan Murat
Kapllan Murat, bijgenaamd de ontsnappingskoning (Italië, 25 mei 1962), is een Belgische crimineel van Albanese afkomst. Zijn bijnaam heeft hij te danken aan het feit dat hij reeds vijfmaal uit een gevangenis is ontsnapt.

## Biografie
Murat kwam samen met zijn ouders, die VN-vluchtelingen waren, naar België. Reeds op zeer jonge leeftijd kwam hij in aanraking met het gerecht. In 1980 belandde hij voor het eerst in de gevangenis na een vechtpartij waarbij een dode en een zwaargewonde vielen.
In de jaren 80 was hij chauffeur van de bende-Haemers, vermoedelijk bestaande uit Philippe Lacroix, Basri Bajrami, Marc Van Dam en Patrick Haemers. Deze bende was onder andere verantwoordelijk voor de ontvoering van toenmalig premier van België Paul Vanden Boeynants (PSC).
Hein Diependaele is in het verleden zijn raadsman geweest.

### Ontsnapping in 1993
Op 3 mei 1993 ontsnapte Murat uit de gevangenis van Sint-Gillis. Hij gijzelde samen met vrienden Lacroix en Bajrami de toenmalig inspecteur-generaal van het Belgisch gevangeniswezen, Harry Van Oers, die ze meenamen in hun vluchtwagen: een BMW. Toen ze de gevangenispoort uit reden, hadden ze een personeelslid op de voorruit van de wagen gelegd. De toegesnelde politie, rijkswacht en media stonden perplex en hulpeloos toe te kijken.
Enkele dagen later werd Murat heel toevallig in Brussel tijdens een verkeerscontrole opnieuw gepakt.

### Vrijlating en nieuwe arrestatie
Hij werd in 2003 vervroegd vrijgelaten nadat hij 15 jaar van zijn officiële straf van in totaal 19 jaar in de cel had uitgezeten. Minister van Justitie Marc Verwilghen (Vld) had nochtans een negatief advies gegeven. In 2004 werd Murat betrapt op een cd-diefstal in Drogenbos en even vastgehouden, maar hij kwam een dag later alweer vrij. In april 2005 werd Murat door de politie op heterdaad betrapt bij een inbraak in Londerzeel en kreeg hierbij een kogel door de kaak en hals. Hij overleefde het schot en belandde toen weer achter de tralies. De topgangster diende later een klacht in tegen de politieman die hem toen neerschoot, maar die klacht werd niet-ontvankelijk verklaard.

### Ontsnapping in 2006 en nieuwe arrestatie
Op 16 juli 2006 keerde hij niet terug uit penitentiair verlof. Eén dag later kwam de politie hem op het spoor en achtervolgde hem op de autosnelweg E411 in de buurt van Waver, waar hij zich vervolgens verschanste in een doe-het-zelfzaak in een bedrijvenpark. Toen de zaak 's avonds met grote inzet werd bestormd, bleek Murat echter te zijn verdwenen. Hoogstwaarschijnlijk was hij reeds lang tevoren gevlucht via de bosjes achter de winkel. 
De nieuwe minister van Justitie, Laurette Onkelinx (PS), lag onder oppositioneel vuur omdat zij het verlof voor Murat had getekend. Op 28 juli omstreeks 19 uur werd Murat in Dilbeek opgepakt.
Hij had tevergeefs de speciale politie-eenheid met zijn gestolen Hondamotorfiets trachten te ontvluchten. Eerder die dag was zijn vriendin, Virginie Barré, al opgepakt en waren ook nog verscheidene huiszoekingen verricht.

### Veroordeling in 2007
Op 18 april 2007 werd hij veroordeeld door de rechtbank van Nijvel tot een gevangenisstraf van één jaar voor de feiten die hij pleegde tijdens zijn vlucht in 2006. Kapllan Murat kreeg inzake de feiten gepleegd te Londerzeel in 2005 33 maanden effectief.

### Vrijlating
Tijdens zijn celstraf volgde Murat 2x per week avondcursussen bakker, en op 20 december van dat jaar behaalde hij in de gevangenis het diploma van bakker. Op 2 juli 2008 werd hij vrijgelaten uit de gevangenis van Nijvel. Gedurende zeveneneenhalf jaar moest hij zich vervolgens nog verantwoorden aan de autoriteiten.